# Alain Bieber

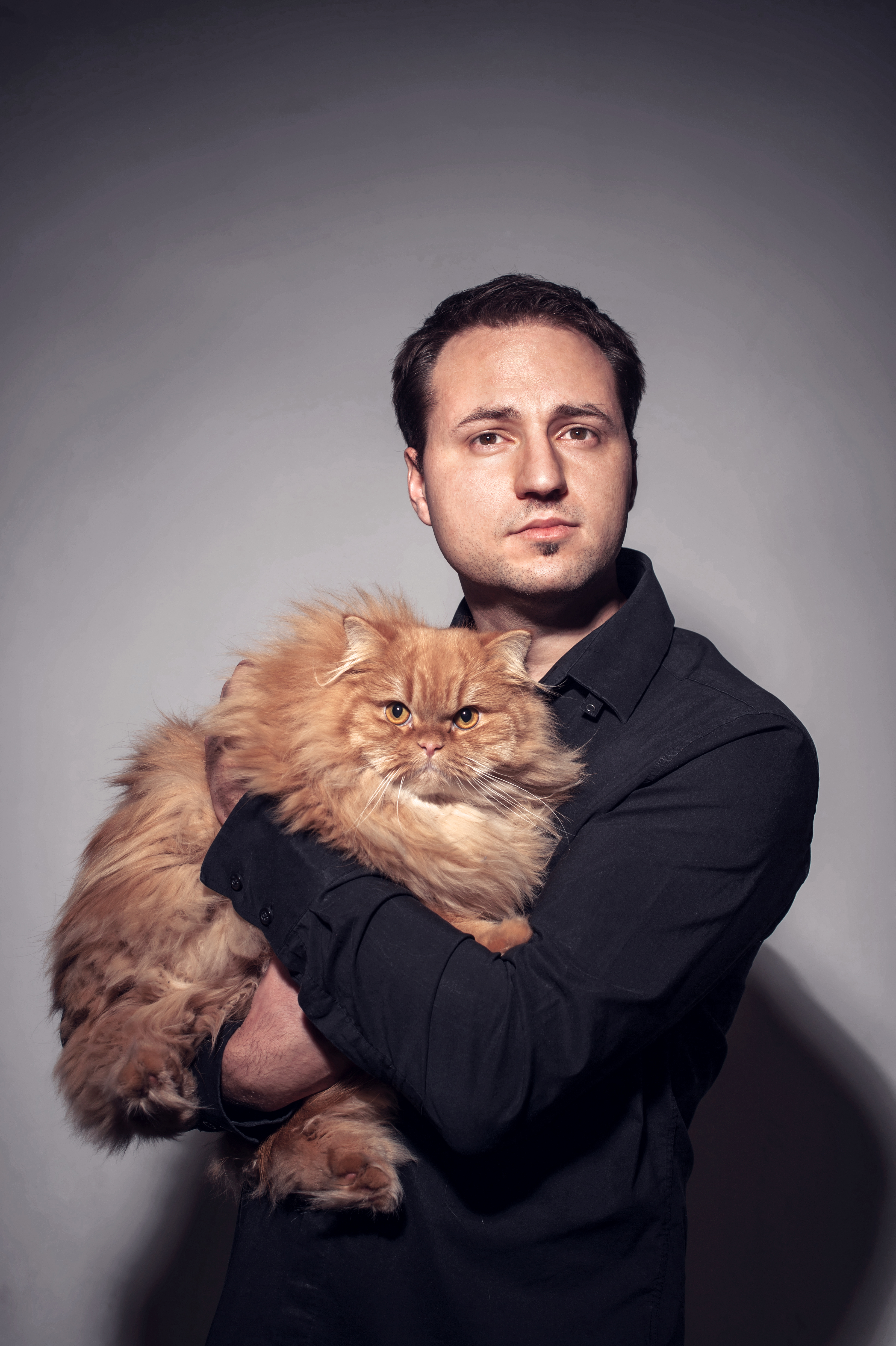
Alain Bieber mit Katze, 2012

Alain Bieber (* 27. Dezember 1978 in Wesel) ist ein deutsch-französischer Kulturmanager, Produzent und Unternehmer. Er ist künstlerischer Leiter des NRW-Forums in Düsseldorf und Leiter der Sammlung Zeitbasierte Medien am Kunstpalast Düsseldorf.

## Leben und Werk
Alain Bieber studierte von 1999 bis 2005 Allgemeine Rhetorik, Kommunikations- und Politikwissenschaft, Neuere Deutsche Literatur und Soziologie an der Eberhard Karls Universität Tübingen sowie am Institut d’études politiques in Paris.

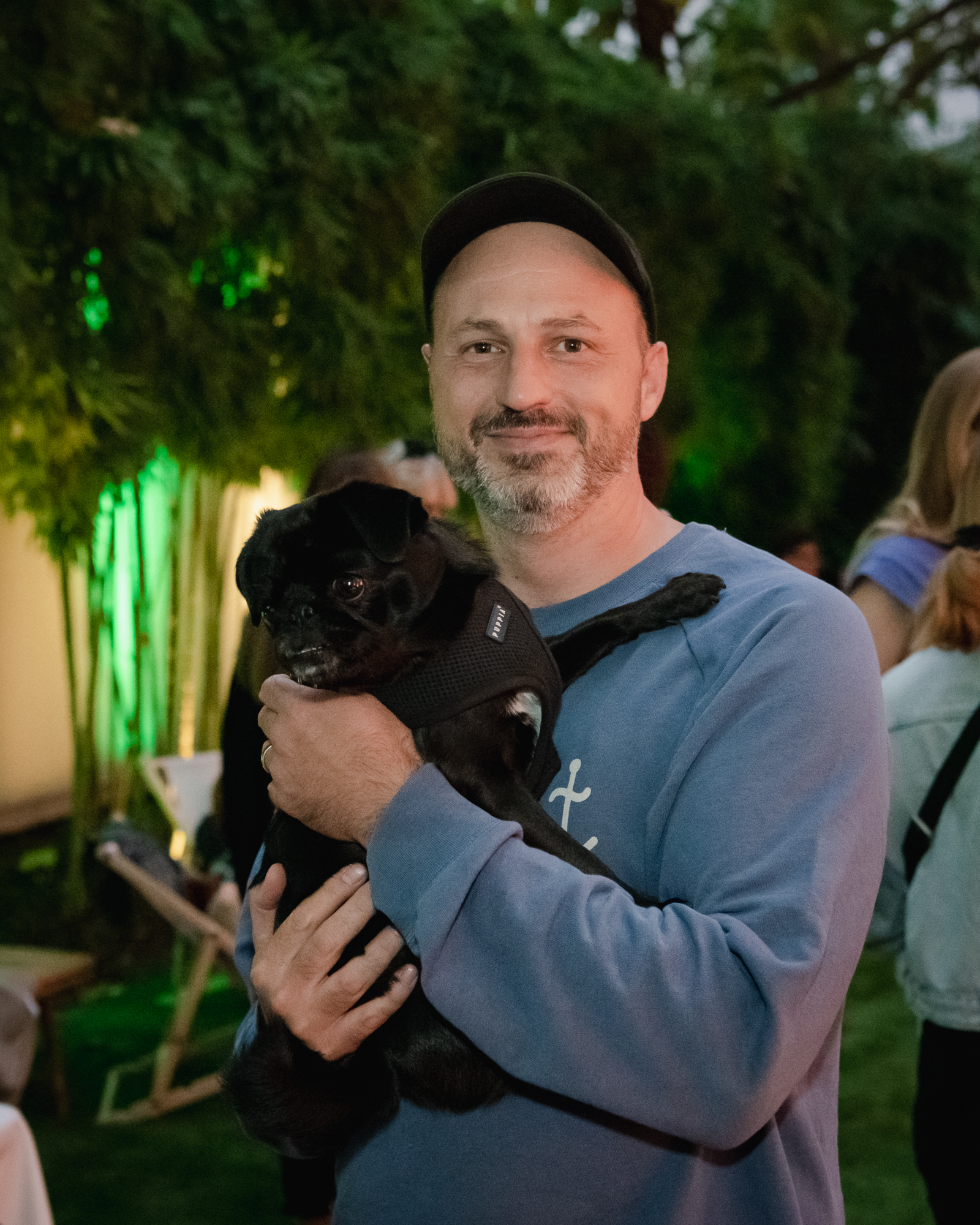
Alain Bieber mit Mops, 2022

Nach einem Volontariat bei der Zeitschrift Max und einer Hospitanz bei Spiegel Online arbeitete er von 2007 bis 2010 als Redakteur beim Kunstmagazin ART in Hamburg. Von Oktober 2010 bis März 2015 war er Chefredakteur von ARTE Creative, einem Online-Magazin, Netzwerk und Labor für zeitgenössische Kultur des europäischen Senders ARTE in Straßburg. Von 2015 bis 2020 war Bieber künstlerischer Direktor und Geschäftsführer der NRW-Forum gGmbH, seit 2020 ist das NRW-Forum mit der Stiftung Kunstpalast fusioniert. Seitdem ist er künstlerischer Leiter des NRW-Forum und Sammlungsleiter der Abteilung für Medienkunst am Museum Kunstpalast in Düsseldorf.
Bieber lehrte als Gastdozent an der Eberhard Karls Universität Tübingen im Studiengang Medienwissenschaft. Er gründete 2004 das Weblog rebel:art und 2005 zusammen mit Andreas Ullrich den International Stickeraward. Von 2007 bis 2008 kuratierte er das Videomagazin OH!, von 2009 bis 2010 den virtuellen Kiosk und die Messe für Kunstmagazine und Fanzines GuteSeiten sowie von 2009 bis 2010 unter dem Titel Parasites – illegal exhibitions „Kunstausstellungen an nicht genehmigten Orten“. Seit 2004 kuratiert Bieber in ganz Europa Einzel- und Gruppenausstellungen zu politischen, technologischen und popkulturellen Themen.
Bieber produziert außerdem mit seiner eigenen Produktionsfirma Anna Blume Entertainment Filme und Serien, wie zum Beispiel das Format Pixelparty über digitale Künste (mit Laura Kampf & Nilz Bokelberg) für ARD Kultur, Magic Machines über künstlerische Maschinen und ohnetitel3000, humorvolle Zeichentrickfilme über Kunst auf TikTok, für das WDR Fernsehen. Außerdem vertreibt er seit 2023 unter dem Label supersicko Editionen von zeitgenössischen Kunstschaffenden und hat 2024 das Tischfußball-Turnier Kickerz Cup mitgegründet.

## Ausstellungen (Auswahl)
- 2024: Superheroes. Gruppenausstellung, NRW-Forum Düsseldorf
- 2022: Wonderwalls. Toys & Art. Gruppenausstellung, NRW-Forum Düsseldorf
- 2021: Electro. Von Kraftwerk bis Techno. Gruppenausstellung, Kunstpalast
- 2021: AR Biennale. Digitaler Skulpturenpark NRW-Forum
- 2020: Martin Schoeller, NRW-Forum
- 2019: Bieke Depoorter, NRW-Forum
- 2018: Pizza is God,[10] Gruppenausstellung, NRW-Forum
- 2017: Jan Böhmermann & BTF: Deuscthland [!],[11] NRW-Forum
- 2017: Unreal. Eine Virtual Reality Ausstellung, NRW-Forum
- 2016: Planet B. 100 Ideen für eine neue Welt, Gruppenausstellung, NRW-Forum
- 2015: Ego Update. Die Zukunft der digitalen Identität, Gruppenausstellung, NRW-Forum
- 2014: Spielsalon: Art & Arcade, Gruppenausstellung, Haus für elektronische Künste Basel
- 2014: Round 2. The Future Of DIY Activism, Gruppenausstellung im Rahmen des russischen DIY-Festivals Delai Sam, Moskau, Russland
- 2013: Und alle so yeah! Die vulgäre Avantgarde, Gruppenausstellung, Haus für elektronische Künste Basel
- 2013: Filmkurator für das Werkleitz Jubiläums Festival in Halle
- 2009–2010: Parasites, illegale Ausstellungen im öffentlichen Raum, Hamburg
- 2010: Co-Kurator für das Kunstprogramm beim Festival MS Dockville Hamburg, mit Tino Sehgal
- 2009: Co-Kurator der Subversiv Messe: Fachmesse für Gegenkultur, Kulturhauptstadt Linz
- 2005: The ABC, Gruppenausstellung, Galerie Neurotitan, Berlin
- 2004: FFFFFF#000001, Gruppenausstellung,  Berlin

## Publikationen (Auswahl)
- The Art of Protest – Political Art and Activism, Gestalten Verlag, 2021, ISBN 978-3-96704-011-1.
- Wonderwalls. Street Art & Designer Toys. Kettler Verlag, 2022, ISBN 978-3-98741-009-3.
- Pizza is God. Kettler Verlag, 2018, ISBN 978-3-86206-688-9.
- Olaf Breuning. Gestalten Verlag, 2016, ISBN 978-3-89955-649-0.
- Planet B. 100 Ideen für eine neue Welt. Verlag Walther König, 2016, ISBN 978-3-86335-944-7.
- Ego Update. A history of the selfie. Verlag Walther König, 2015, ISBN 978-3-86335-831-0.
- OX: Plakatkunst, International Neighborhood Verlag, 2015, ISBN 978-3-89955-577-6.
- 1001 #Neuland, In: Expanded Narration. Das Neue Erzählen. Bernd Kracke (Hg.). B3 Biennale Reader, Transcript Verlag, 2013, ISBN 978-3-8376-2652-0.
- Gesellschaftliche Utopien. Oder: Wie politisch ist die Kunst? In: Johannes M. Hedinger / Torsten Meyer (Hg.): What’s next? Kunst nach der Krise. Ein Reader. Kadmos, Berlin 2013, ISBN 978-3-86599-200-0.
- WOPPOW: Somali Pirate Fashion. Alain Bieber interviews UBERMORGEN.COM. In: Yana Milev (Hrsg.): D.A. – A Transdisciplinary Handbook of Design Anthropology. Internationaler Wissenschaftsverlag Peter Lang, Frankfurt am Main/Bern/Berlin/Brüssel/Wien/Oxford/New York 2013, ISBN 3-631-61906-5.
- Gesellschaftliche Utopien. In: Vorsicht Kunst! Schriftenreihe Kunst trifft Politik; Bundeszentrale für politische Bildung, 2012, ISBN 978-3-8389-0242-5.
- Art & Agenda. Political Art and Activism. Die Gestalten Verlag, 2011, ISBN 978-3-89955-342-0.